# Champignonsnijder
Een champignonsnijder is een stuk keukengereedschap dat gebruikt wordt voor het snijden van champignons en andere eetbare paddenstoelen in schijfjes. De vezelstructuur van paddenstoelen maakt dat voor de hand liggende hulpmiddelen, zoals een eiersnijder, hier niet geschikt voor zijn.
De meeste champignonsnijders bestaan uit twee scharnierende armen, gewoonlijk gegoten uit aluminium, met aan het ene uiteinde een houder, aan het andere een frame met roestvrijstalen mesjes. Door in het apparaat te knijpen worden de champignons door de mesjes in schijfjes gesneden.
Een ander type omvat een plastic bekertje met aan de onderkant het frame met de mesjes. Door de bodem van het bekertje op de champignons te drukken, komen de schijfjes in het bekertje terecht. Zo kan men meerdere champignons snijden alvorens het bekertje te ledigen.
Champignonsnijders zijn er in diverse merken. Ze worden zowel door particulieren als in horecabedrijven gebruikt.